# Trichocoleaceae
Trichocoleaceae là một họ rêu trong bộ Jungermanniales.